# Andries Cornelis Dirk de Graeff
Jhr. Andries Cornelis Dirk de Graeff (Den Haag, 7 augustus 1872 – aldaar, 24 april 1957) was een Nederlandse gouverneur-generaal van Nederlands-Indië en minister van Buitenlandse Zaken in het kabinet-Colijn II en het kabinet-Colijn III.

## Familie en huwelijk
Jhr. mr. A.C.D. de Graeff was een telg uit het regentengeslacht De Graeff. Hij was een zoon van consul-generaal jhr. Dirk de Graeff van Polsbroek en Bonne Elisabeth Royer. De Graeff trouwde met jkvr. Caroline Angélique van der Wijck, dochter van de gouverneur-generaal jhr. Carel Herman Aart van der Wijck, met wie hij zeven kinderen kreeg; een kleinzoon van hen is Jan Jaap de Graeff.

## Carrière
De Graeff was een onorthodoxe man van remonstrantsen huize, van wie ten onrechte werd verondersteld dat hij CHU-sympathisant was. Hij studeerde tussen 1890 en 1895 rechten aan de Universiteit Leiden, waar hij zijn vrienden voor het leven Johan Paul graaf van Limburg Stirum en jhr. Frans Beelaerts van Blokland ontmoette, en trok vervolgens naar Nederlands-Indië. De Graeff werd secretarieambtenaar en algemeen secretaris van de gouverneur-generaal Alexander Willem Frederik Idenburg. In 1914 werd hij lid, en begin 1917 vicepresident van de Raad van Nederlandsch-Indië. Na zijn Indische loopbaan werd De Graeff gezant in Tokio (1919-1922) en te Washington (1922-1926) en was in de jaren 1926-1931 gouverneur-generaal van Nederlands-Indië. Daar trachtte De Graeff tevergeefs een ethisch bewind te voeren dat tegemoetkwam aan de gematigde nationalisten.
Tijdens de ambtsperiode van De Graeff als minister van Buitenlandse Zaken keerde Nederland terug tot de zuivere neutraliteitspolitiek.
De Graeff voerde een intensieve correspondentie met zijn jeugdvriend Van Limburg Stirum, die eveneens de positie van gouverneur-generaal van Nederlands-Indië heeft bekleed. De brieven die De Graeff tijdens zijn ministerschap aan Van Limburg Stirum schreef (laatstgenoemde was destijds gezant in Berlijn) zijn gepubliceerd.

## Ridderorden
Andries Cornelis Dirk de Graeff ontving diverse onderscheidingen:
- Officier in de Orde van Oranje-Nassau, 31 augustus 1909
- Ridder in de Orde van de Nederlandse Leeuw, 30 augustus 1913
- Commandeur in de Orde van de Nederlandse Leeuw, 29 april 1930
- Grootkruis Orde van Oranje-Nassau, 10 september 1931
- Orde van de Azteekse Adelaar, 7 mei 1937

Gouverneur-generaal van de VOC

Both · 
Gerard Reynst · 
Reael · 
Coen · 
Carpentier · 
Coen · 
Specx · 
Brouwer · 
Van Diemen · 
Van der Lijn · 
Carel Reyniersz · 
Maetsuycker · 
Rijcklof van Goens · 
Speelman · 
Camphuys · 
Van Outhoorn · 
Van Hoorn · 
Van Riebeeck · 
Van Swol · 
Zwaardecroon · 
De Haan · 
Durven · 
Van Cloon · 
Patras · 
Valckenier · 
Thedens · 
Van Imhoff · 
Mossel · 
Van der Parra · 
Van Riemsdijk · 
De Klerk · 
Alting

 

Gouverneur-generaal van staatswege

Van Overstraten · 
Siberg · 
Wiese · 
Daendels · 
(Britse interventie: Raffles en Fendall) · 
Van der Capellen · 
De Kock · 
Du Bus de Gisignies · 
Van den Bosch · 
Baud · 
De Eerens · 
Van Hogendorp · 
Merkus · 
Jan Reijnst · 
Rochussen · 
Duymaer van Twist · 
Pahud · 
Prins · 
Sloet van de Beele · 
Prins · 
Mijer · 
Loudon · 
Van Lansberge · 
s'Jacob · 
Van Rees · 
Pijnacker Hordijk · 
Van der Wijck · 
Rooseboom · 
Van Heutsz · 
Idenburg · 
Van Limburg Stirum · 
Fock · 
De Graeff · 
De Jonge · 
Tjarda van Starkenborgh Stachouwer
- Bibliothèque nationale de France: cb12254014g (data)
- Biografisch Portaal: 27096076
- Digitale Bibliotheek voor de Nederlandse Letteren: grae010
- Gemeinsame Normdatei: 118916033
- International Standard Name Identifier: 0000 0000 1399 8210
- Library of Congress Control Number: no2012060059
- Nederlandse Thesaurus van Auteursnamen: 071413448
- Parlement.com: vg09llj9fau4
- Système universitaire de documentation: 148721613
- Virtual International Authority File: 44354878
- WorldCat: E39PBJkdm9qXh6Yt6MwcwbtMyd